# Beautiful Woman
『Beautiful Woman』（ビューティフルウーマン）は、2006年11月8日にavex traxより発売されたコンピレーション・アルバムである。（AVCD23079）
1990年代から2000年代前半にかけてヒットした女性アーティストの楽曲を収録した内容になっている。発売元はavex traxである為同レコードレーベル所属アーティストの楽曲が大半を占める。ラスト曲が唯一このアルバムの為の新録であり、島谷ひとみが中山美穂&WANDSの1992年のヒット曲『世界中の誰よりきっと』をCrossover Version.としてカバーしている。ジャケットは女優の多部未華子が起用された。

## 収録曲
1. 優しい雨：小泉今日子
2. 1/2：川本真琴
3. I'm here saying nothing：矢井田瞳
4. I'm proud：華原朋美
5. Over and Over：Every Little Thing
6. 愛情：小柳ゆき
7. You're My Only Shinin' Star：中山美穂
8. BAD LUCK ON LOVE ～BLUES ON LIFE～：tohko
9. We are.：Do As Infinity
10. シャンティ：島谷ひとみ
11. エスカレーション：ともさかりえ
12. FACE：globe
13. DEAR...again：広瀬香美
14. Boys & Girls：浜崎あゆみ
15. 世界中の誰よりきっと (crossover version.)：島谷ひとみ